# 桂八十八 (2代目)
2代目 桂 八十八（かつら やそはち、1964年1月4日 - ）は、日本の落語家（上方噺家）。本名∶谷本 隆。出囃子は『月の巻』。上方落語協会会員。所属は米朝事務所。

## 来歴
兵庫県尼崎市出身。
中学卒業後は、板前修業を積んだ（米朝事務所や上方落語協会のプロフィールには「元板前」とある）。板前修業中の10代に3代目桂米朝に弟子入りを志願するが、断られる。
24歳で再度志願し、1988年10月に入門する。米朝の最後の内弟子だった。高座名は『二番煎じ』の登場人物「宗助」から。翌1989年2月の京都東山安井金比羅会館での「桂米朝落語研究会」にて初舞台を踏んだ。1988年の同期入門の落語家で1993年から開いている「はやかぶの会」メンバーである。
2002年9月に国立文楽劇場で初の独演会を開催し、以後毎年おこなっている。
2020年3月20日、2021年夏に師・米朝の俳号の八十八を2代目として襲名すると発表した。襲名の話は2019年夏に出され、本人は固辞していたが、3代目桂南光らの勧めを受けて踏み切った。
2021年8月、2代目桂八十八を襲名した。

## 人物
米朝が京都南座に出演する際、羽織を裏返しに着せてしまったことがある。
米朝や初代桂春團治の物真似が得意。『茶屋町MBS劇場』（MBSラジオ）2016年11月26日放送分で流されたラジオドラマ「上方落語四天王 さえずり噺〜ああ、青春の上方落語〜」では米朝を演じた。他には美空ひばりの物真似も得意でお酒の席で米朝本人の前で披露したら気に入られたという。

## 受賞歴
- 1997年 NHK新人演芸大賞落語部門大賞